# Popis stanovništva u Pridnjestrovlju 2004.
Popis stanovništva u odmetnutoj moldavskoj pokrajini Pridnjestrovlju organiziran je 2004. godine, otprilike u isto vrijeme kao i Popis u Moldovi, u kojem je Pridnjestrovlje odbilo sudjelovati, inzistirajući na svojoj deklaraciji neovisnosti od 2. rujna 1990.

## Rezultati
Ukupni broj stanovnika (uključujući grad Tighinu): 555.347 (postoci ispod odnose se na ovu brojku)
Ukupni broj stanovnika (bez Bendera): 450.337
- Moldavci: 31.9%
- Rusi: 30.3%
- Ukrajinci: 28.8%
- Bugari: 2%
- Poljaci: 2%
- Gagauzi: 1.5%
- Židovi: 1.3%
- Bjelorusi: 1%
- Nijemci: 0.6%
- Ostali: 0.5%

Prvi, preliminarni rezultati su objavljeni 40 dana nakon popisa, dok se za potpune rezultate čekalo skoro 2 godine.
U usporedbi s popisom iz 1989., broj stanovnika je opao za 18%, zbog rata, emigracije i odnosa nataliteta i mortaliteta

## Poveznice
- Popis stanovništva u Pridnjestrovlju 1989.
- Popis stanovništva u Pridnjestrovlju 2015..
- Demografska povijest Pridnjestrovlja

## Vanjske poveznice
- 2004 Census info (engl.)